# ウラジミール・ニコロフ
ウラジミル・ニコロフ（ブルガリア語: Владимир Николов、1977年10月3日 - ）は、ブルガリアの元男子バレーボール選手。元ブルガリア代表。

## 来歴

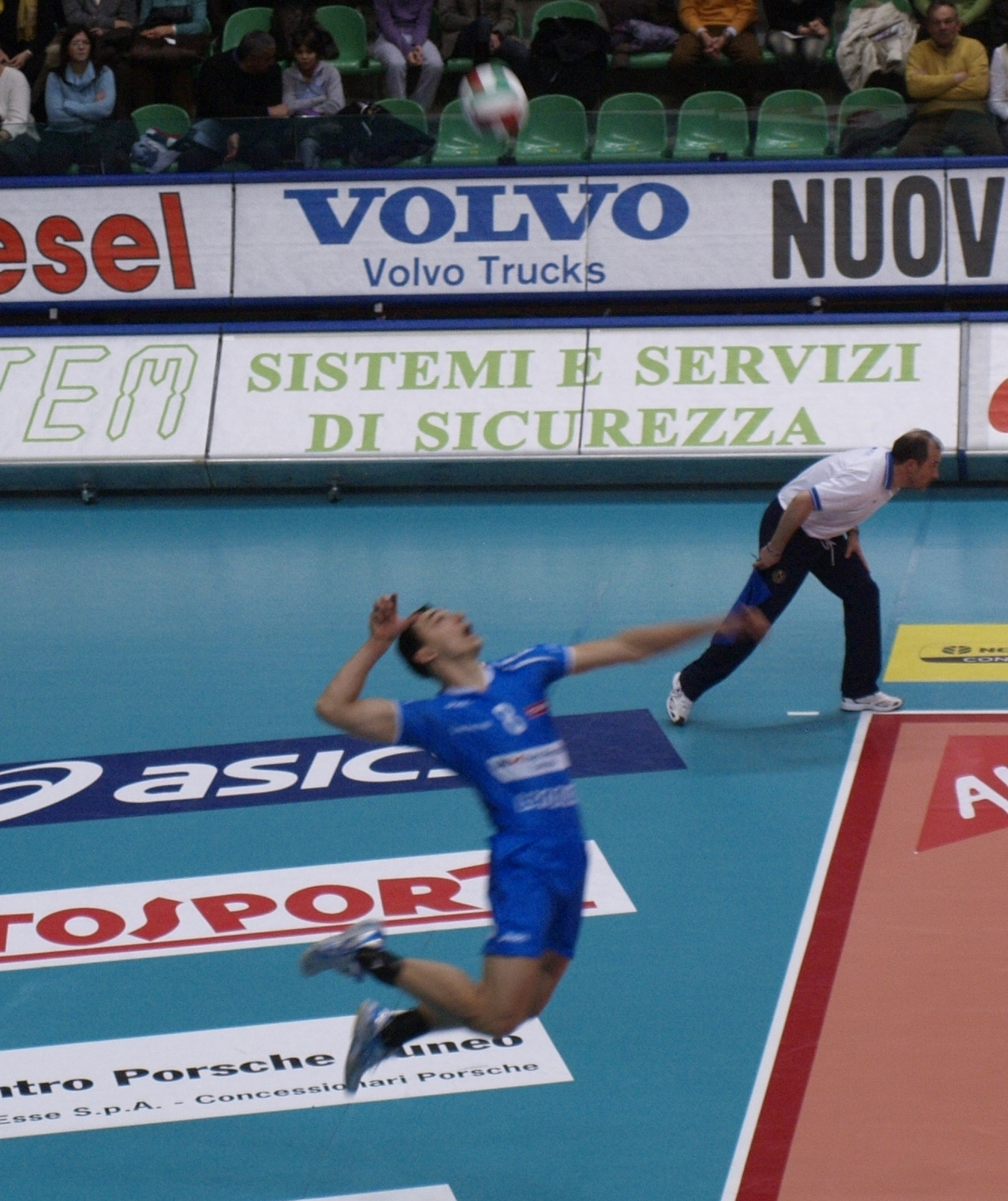
ニコロフのジャンプサーブ

元々は水泳選手だったが、背が高いためバレーコーチにスカウトされ、12歳からバレーボールを始めた。ブルガリアリーグで優勝5回、トルコリーグで優勝1回を経て、2003年にフランスリーグのトゥールVBへ移籍。フランスではリーグ優勝2回とカップ優勝を経験、2004-05年CEVチャンピオンズリーグではアタック決定率53%を記録し、初優勝に貢献するとともにMVPを獲得した。
2006年、V.プレミアリーグの東レ・アローズへ移籍。東レのオポジットとして2006-07シーズン準優勝に貢献し、サーブ賞と敢闘賞を受賞、ベスト6に選出された。
2007年、イタリア・セリエAにプレーの場を移し、トレントへ移籍。ブルガリア代表のマテイ・カジースキとクラブチームでも共にプレーをし、トレントの2007-08シーズン初優勝に貢献した。2008年よりクーネオに所属している。
2000年にブルガリア代表となり、通算139試合に出場。2006年世界選手権、2007年ワールドカップの銅メダル獲得に貢献し、ブルガリアにとって3大会ぶりとなる2008年北京オリンピックに出場した。

2012年にアンドレイ・ジェコフが代表引退してからロンドンオリンピックまでの間キャプテンを務めた。
ロンドンオリンピック後に代表引退。
2020年からはレフスキ・ソフィアの代表を務めている。

## 人物
- ブルガリア代表のアウトサイドヒッターであるアレクサンダル・ニコロフは長男で、同じくブルガリア代表のセッターであるシメオン・ニコロフは次男[7][8]。

## 球歴
ナショナルチーム代表歴
- オリンピック - 2008年（5位）
- 世界選手権 - 2006年（銅メダル）
- ワールドカップ - 2007年（銅メダル）
- ワールドリーグ - 2006年（4位）

クラブチーム優勝歴
- セリエA1 - 2008年
- フランスリーグ - 2004年
- ブルガリアリーグ - 1997年、1999年、2000年、2001年、2002年
- 欧州チャンピオンズリーグ - 2005年

## 所属クラブ
- レフスキ・ソフィア（英語版）（1995-2002年）
- Erdemirspor Eregli（2002-2003年）
- トゥールVB（2003-2006年）
- 東レ・アローズ（2006-2007年）
- トレンティーノ・バレー（2007-2008年）
- ピエモンテ・バレー（2008-2011年）
- ピアチェンツァ（2011-2012年）
- ガラタサライSK（英語版）（2012–2013年）
- ASULリヨン（フランス語版）（2013-2016年）
- レフスキ・ソフィア（英語版）（2018–2019年）